# Letiště Trenčín
Letiště Trenčín (slovensky Letisko Trenčín, ICAO kód: LZTN) je neveřejné letiště na jihozápadním okraji Trenčína, které slouží pro vojenský a civilní provoz. Na letišti nejsou poskytovány žádné služby mimo přistávání strojů. Samotné letiště se nachází v blízkosti městské části Trenčianske Biskupice, na levé straně Váhu v nadmořské výšce 206 m.
Letiště má 3 dráhy: 2 zatravněné (75 × 1 000 m) a jednu betonovou (30 × 2 000 m). V areálu letiště sídlí Letecké opravny Trenčín, místní aeroklub a řada dalších organizací a společností.
V roce 1998 se zde konalo XIX. mistrovství světa v letecké akrobacii. Od roku 2004 se v areálu letiště v létě každoročně koná hudební festival Pohoda. V roce 2013 se na letiště v Trenčíně také přesunul hudební festival BeeFree.